# Wyalusing (Town)
Die Town of Wyalusing ist eine von 33 Towns im Grant County im US-amerikanischen Bundesstaat Wisconsin. Im Jahr 2010 hatte Wyalusing 346 Einwohner.
Town hat in Wisconsin eine grundlegend andere Bedeutung, als im übrigen englischsprachigen Bereich. Vielmehr entspricht sie den in den anderen US-Bundesstaaten üblichen Townships, die nach dem County die nächstkleinere Verwaltungseinheit bilden.

## Geografie

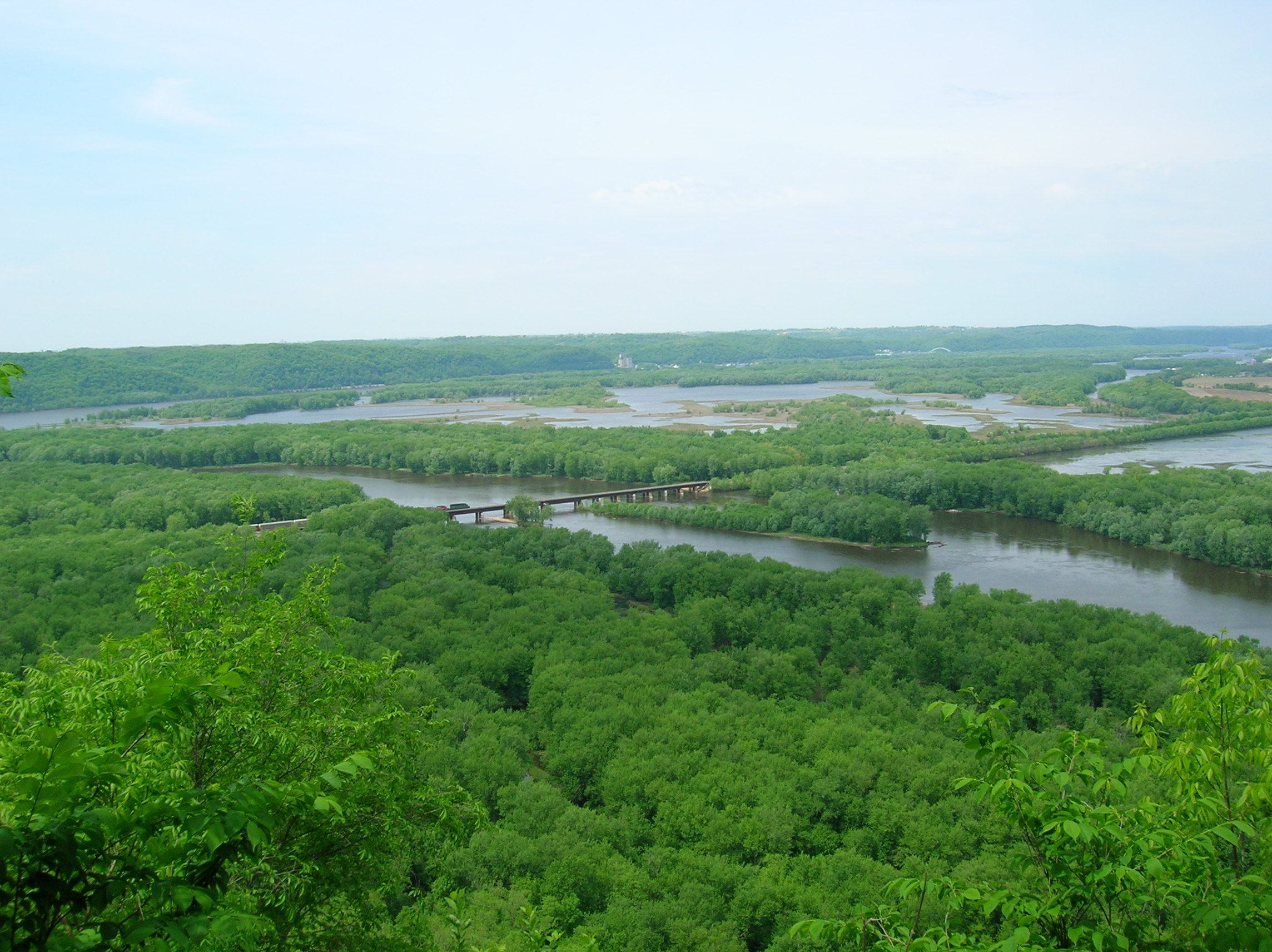
Mündung des Wisconsin River (r.) in den Mississippi (li.)

Die Town of Wyalusing liegt im Südwesten Wisconsins, an der Mündung des Wisconsin River in den Mississippi. Der Wisconsin River bildet die Nordgrenze des Grant County, während der Mississippi die Grenze zu Iowa bildet.
Die geografischen Koordinaten des Zentrums der Town of Wyalusing sind 42°56′23″ nördlicher Breite und 91°05′37″ westlicher Länge. Sie erstreckt sich über eine Fläche von 110,2 km², die sich auf 103,3 km² Land- und 6,9 km² Wasserfläche verteilen.
Der Wyalusing State Park mit dem Mündungsdelta des Wisconsin River in den Mississippi befindet sich innerhalb der Town of Wyalusing.
Die Town of Wyalusing liegt im äußersten Westen des Grant County und grenzt an folgende Nachbartowns und -townships:
| Mendon Township (Clayton County, Iowa)  | Town of Bridgeport (Crawford County)        | Town of Wauzeka (Crawford County)     |
| Clayton Township (Clayton County, Iowa) | Kompassrose, die auf Nachbargemeinden zeigt | Town of Millville Town of Patch Grove |
|                                         | Town of Bloomington                         |                                       |

## Verkehr
Durch den Nordosten der Town of Wyalusing verlaufen auf einem gemeinsamen Streckenabschnitt der U.S. Highway 18 und der Wisconsin State Highway 35, die hier gleichzeitig den Wisconsin-Abschnitt der Great River Road bilden. Daneben treffen in der Town of Wyalusing die County Highway C, P und X zusammen. Alle weiteren Straßen sind untergeordnete Landstraßen, teils unbefestigte Fahrwege sowie innerörtliche Verbindungsstraßen.
Entlang des Mississippi verläuft eine Eisenbahnlinie der BNSF Railway.
Mit dem Prairie du Chien Municipal Airport befindet sich rund 18 km nördlich ein kleiner Flugplatz. Der nächste größere Flughafen ist der Dane County Regional Airport in Wisconsins Hauptstadt Madison (170 km östlich).

## Bevölkerung
Nach der Volkszählung im Jahr 2010 lebten in der Town of Wyalusing 346 Menschen in 155 Haushalten. Die Bevölkerungsdichte betrug 3,3 Einwohner pro Quadratkilometer. In den 155 Haushalten lebten statistisch je 2,23 Personen.
Ethnisch betrachtet setzte sich die Bevölkerung zusammen aus 96,2 Prozent Weißen, 1,2 Prozent amerikanischen Ureinwohnern sowie 2,3 Prozent aus anderen ethnischen Gruppen; 0,3 Prozent stammten von zwei oder mehr Ethnien ab. Unabhängig von der ethnischen Zugehörigkeit waren 2,9 Prozent der Bevölkerung spanischer oder lateinamerikanischer Abstammung.
17,9 Prozent der Bevölkerung waren unter 18 Jahre alt, 63,3 Prozent waren zwischen 18 und 64 und 18,8 Prozent waren 65 Jahre oder älter. 50,9 Prozent der Bevölkerung war weiblich.
Das mittlere jährliche Einkommen eines Haushalts lag bei 47.344 USD. Das Pro-Kopf-Einkommen betrug 23.178 USD. 5,8 Prozent der Einwohner lebten unterhalb der Armutsgrenze.

## Ortschaften in der Town of Wyalusing
Neben Streubesiedlung gibt es folgende gemeindefreie Siedlungen:
- Brodtville
- Wyalusing